# GRB 130925A
GRB 130925A – bardzo długi rozbłysk gamma o nietypowej poświacie rentgenowskiej obserwowany 25 września 2013. Dotychczas (2015) nie jest znany mechanizm który mógł doprowadzić do powstania takiego wybuchu, na ten temat istnieje kilka hipotez, głównie rozpatrujących różne scenariusze związane z czarnymi dziurami.

## Nazwa
Litery „GRB” to akronim gamma ray burst (po prostu – „rozbłysk gamma”), „130925” oznacza datę obserwacji tego zjawiska (25 września 2013), a litera „A” oznacza, że był to pierwszy rozbłysk gamma zarejestrowany w tym dniu.

## Odkrycie
Rozbłysk został odkryty przez satelitę Swift i po jego odkryciu rejestrowany był przez obserwatoria Fermi, Konus-Wind i INTEGRAL.

## Charakterystyka
GRB 130925A został zaobserwowany 25 września 2013, czas trwania zjawiska wynosił 1,9 godziny, a intensywne promieniowanie rentgenowskie o zróżnicowanej sile towarzyszyło temu zjawisku przez jeszcze prawie sześć godzin. Rozbłysk należy do jednych z najdłuższych zarejestrowanych wydarzeń tego typu. Oprócz bardzo długiego czasu trwania, charakteryzuje się ono także bardzo nietypową poświatą rentgenowską. Szacuje się, że wybuch miał miejsce w odległości z=0,348. Dokładna natura zjawiska, która spowodowało rozbłysk, nie jest znana; powstało na ten temat kilka hipotez:
- rozerwanie gwiazdy, najprawdopodobniej białego karła przez supermasywną czarną dziurę[3],
- gwałtowne zapadnięcie dysku akrecyjnego powstałego wokół gwiazdowej czarnej dziury[2],
- nietypowa supernowa powstała z błękitnego nadolbrzyma[3][4]
- wybuch supernowej w warunkach małej gęstości materii międzygwiazdowej[5][6].

Według hipotezy o błękitnym nadolbrzymie, nietypowy rozbłysk został spowodowany przez bardzo długo zapadającą się gwiazdę w procesie powstawania supernowej. Po zapadnięciu jądra gwiazdy, co wytworzyło czarną dziurę, zewnętrzne, bardzo oddalone warstwy gwiazdy potrzebowały aż dwóch godzin, aby zostać przez nią wchłonięte i w trakcie zapadania się generowały promieniowanie gamma. Najbardziej niezwykłą cechą GRB 130925A były wielokrotnie powtarzające się gwałtowne rozbłyski rentgenowskie. Według tej hipotezy powodowane były przez dżety emitowane przez czarną dziurę, które z kolei rozgrzewały stosunkowo chłodną materię ją otaczającą.
Według naukowców z Pennsylvania State University, Uniwersytetu Leicester i rosyjskich astronomów analizujących dane z amerykańsko-rosyjskiego satelity Konus-Wind, rozbłysk mógł powstać w wyniku zwykłej eksplozji supernowej ale w warunkach bardzo niskiej gęstości materii międzygwiazdowej i kiedy pomiędzy wybuchem, a obserwatorem znajduje się chmura pyłowa. Według tej hipotezy, ten i inne bardzo długie rozbłyski powstają w podobny sposób jak stosunkowo dobrze poznane zwykłe rozbłyski gamma, tyle że w nieco innych warunkach kosmicznych - gdy wybuch supernowej i emisja dżetów z czarnej dziury następują w warunkach małej gęstości materii międzygwiazdowej, przy czym między wybuchającą gwiazdą a obserwatorem znajduje się jeszcze obłok materii międzygwiezdnej. Obłok ten stanowi coś w rodzaju medium, które spowalnia i przedłuża efekt błysku. Za nietypową naturę zjawiska odpowiadałyby więc przede wszystkim warunki kosmicznego otoczenia.